# Wierch Skalnity
Wierch Skalnity (763 m n.p.m.) – szczyt w Paśmie Stożka i Czantorii w Beskidzie Śląskim, na terenie miasta Wisły. W gwarze górali wiślańskich często jako Wirch Skolnity lub wprost Skolnity.
Spod Skalnitego Wierchu wypływa kilka cieków potoku Jawornika, Potok Skalnity i niewielkie potoki uchodzące do Wisły. Nazwa odnosi się zarówno do niewybitnej kulminacji w bocznym grzbiecie, który odgałęzia się w kierunku północno-wschodnim od głównego grzbietu Pasma Stożka i Czantorii, między Cieślarem a Wielkim Soszowem, jak i do całego rozległego masywu, który dominując od zachodu nad centrum Wisły, oddziela dolinę Jawornika na północy od doliny Dziechcinki na południu.
Grzbiet Wierchu Skalnitego jest bezleśny, są na nim łąki i kilka zabudowań należących do miasta Wisły. Rozległe polany grzbietowe i podszczytowe były jeszcze w XIX wieku żywym ośrodkiem pasterstwa (szałas „Skolnity”), jednak Ludomir Sawicki, prowadzący w 1913 r. badania nad szałaśnictwem na Śląsku Cieszyńskim, zinwentaryzował ten szałas jako dawno już zanikły. Na polanach tych rozrzucone są dziś liczne domostwa osiedla o tej samej nazwie, należącego administracyjnie do miasta Wisły.
Na północno-wschodnim stoku funkcjonuje Ośrodek narciarski Skolnity. W 2022 r. przystąpiono do budowy na szczycie wieży widokowej i ścieżki w koronach drzew o długości 1,3 km.

## Szlak turystyczny
Zboczami Wierchu Skalnitego prowadzi szlak turystyczny z Wisły na Soszów Wielki.
 Wisła, dworzec PKS – Wierch Skalnity – Józefula – Przełącz – Soszów Wielki. Odległość 8,5 km, suma podejść 470 m, czas przejścia 3 godz., z powrotem 2:10 godz.